# Xerocomellus zelleri
Xerocomellus zelleri, conocido comúnmente como bolete de Zeller, es una especie comestible de seta de la familia Boletaceae. Descrita científicamente por primera vez por el micólogo estadounidense William Alphonso Murrill en 1912, la especie ha sido clasificada por varios autores en varios géneros, como Boletus, Boletellus y Xerocomus. Se encuentra únicamente en el oeste de Norteamérica, desde la Columbia Británica hacia el sur hasta México, y los cuerpos fructíferos se distinguen por sus capuchones de color marrón rojizo oscuro a casi negro con superficies irregulares, los poros amarillos en la parte inferior de los capuchones y los tallos amarillos con estrías rojas. El hongo crece en verano y otoño en el suelo, a menudo en bosques de abetos Douglas o en sus márgenes. El desarrollo de los cuerpos fructíferos es gimnocárpico, lo que significa que el himenio aparece y se desarrolla hasta la madurez en estado expuesto, no encerrado por ninguna membrana protectora.

## Taxonomía
Xerocomellus zelleri fue descrito por primera vez por el micólogo estadounidense William Alphonso Murrill en 1912, basándose en especímenes que encontró en el campus de la Universidad de Washington. Murrill lo denominó Ceriomyces zelleri antes de cambiar el género más tarde ese mismo año a Boletus. En 1944, Walter Henry Snell pensó que el taxón sería más apropiado en el género Xerocomus. En 1959, los micólogos Rolf Singer, Snell y Esther A. Dick transfirieron la especie a Boletellus, explicando que la microestructura de la trama y la débil ornamentación de las esporas eran inconsistentes con la ubicación en Xerocomus. Dick transfirieron la especie a Boletellus, explicando que la microestructura de la trama y la tenue ornamentación de las esporas eran inconsistentes con la colocación en Xerocomus. El micólogo estadounidense Harry D. Thiers, en su monografía de 1976 sobre boletes norteamericanos, afirmó que no encontró consistentemente ornamentación en las esporas del material que recolectó, y prefirió mantener la especie en Boletus. En 2011, se trasladó al género Xerocomellus.
El epíteto específico zelleri fue elegido por Murrill en honor al profesor Sanford Myron Zeller, micólogo de la Universidad Estatal de Oregón. Zeller acompañó a Murrill en su expedición a Seattle y descubrió los primeros ejemplares del hongo.

## Descripción
El sombrero suele tener entre 4 y 12 cm de diámetro, inicialmente convexo pero aplanándose un poco en la madurez. Es carnoso, con una superficie aterciopelada irregular y de color marrón oscuro a casi negro; el margen del sombrero es de color crema pálido. Los ejemplares jóvenes están cubiertos por una pruina grisácea.

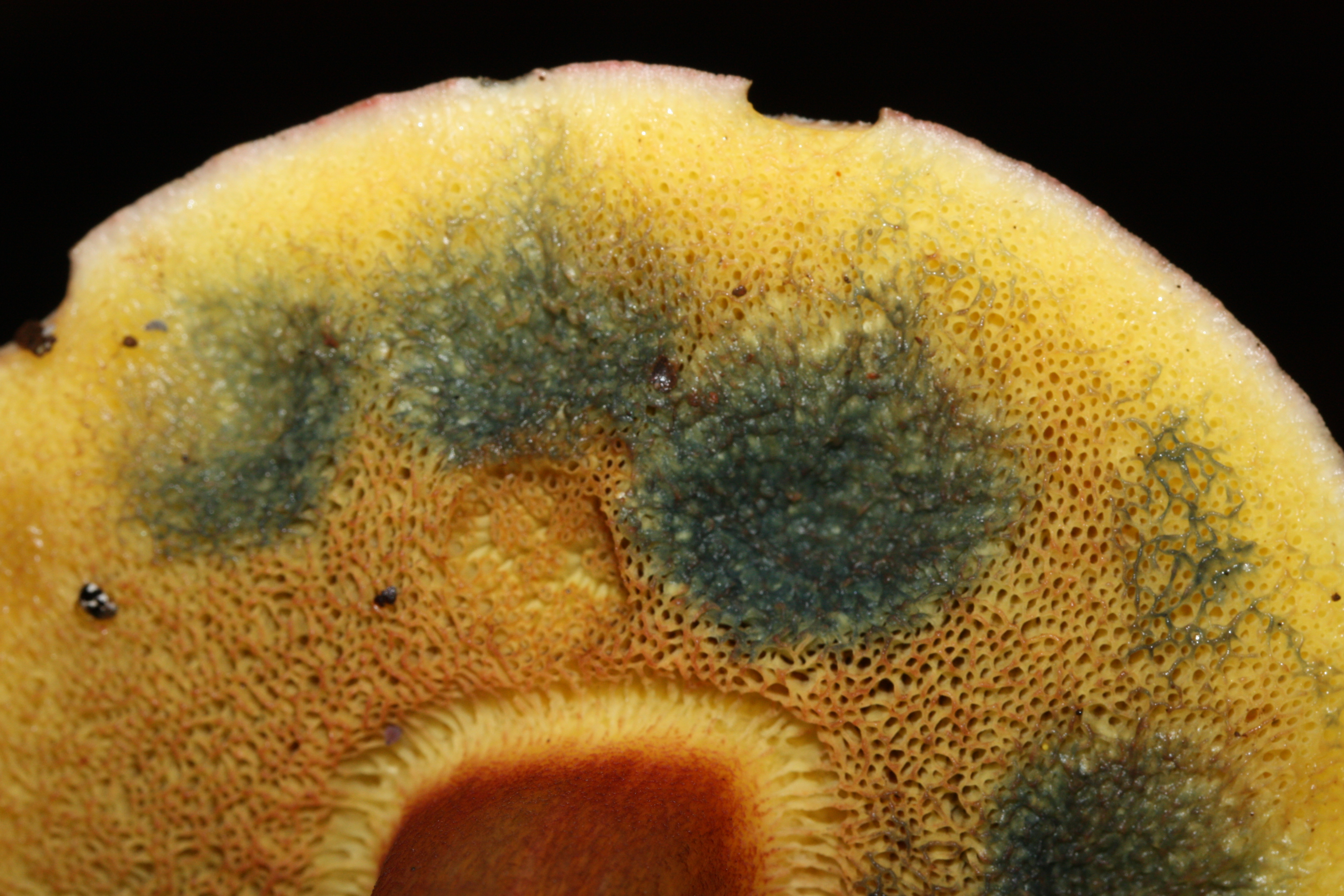
La carne, de color amarillo a amarillo sucio, se amorata de color azul cuando se corta o se rompe.

Los tubos que componen la superficie inferior del sombrero (el himenio) miden hasta 1,5 cm (5⁄8 in) de largo y son angulosos, de color amarillo, pasando a amarillo sucio y finalmente amarillo verdoso; hay 1-2 poros por milímetro en la superficie del himenio. Pueden volverse ligeramente parduscos cuando se exponen al aire durante un tiempo. La pulpa es de color amarillo a amarillo sucio, de hasta 1,5 cm (5⁄8 in) de grosor, e inconsistentemente magullada de color azul cuando se corta o se rompe. El tallo es de hasta 12 cm (4+3⁄4 in) de alto, 1-3 cm (3⁄8-1+1⁄8 in) de grosor, e hinchado hacia la base. La superficie del tallo es roja o amarillenta con líneas rojas, a menudo blanca o amarilla en la base, y sólida (es decir, no hueca), con carne fibrosa; en la madurez, el tallo envejece a rojo amarillento a rojo oscuro. La impresión de las esporas es de color marrón oliva; una fuente señala que la creación de una impresión de esporas puede resultar en «una gran cantidad de jugo amarillo en el papel».
Las esporas son de forma elipsoide, lisas y tienen unas dimensiones de 12-16 por 4-6 μm, aunque ocasionalmente habrá algunas "esporas gigantes" con longitudes de hasta 24 μm. Los basidios, las células portadoras de esporas, tienen unas dimensiones de 26-35 por 9,5-12 μm y cuatro esporas. Los cistidios son aproximadamente cilíndricos y de paredes finas, con unas dimensiones de 38-77 por 5,5-14,8 μm. No hay conexiones de pinza presentes en las hifas. El tejido del cuerpo del fruto se tiñe de un color verdoso cuando se aplica una gota de solución de amoníaco.

### Comestibilidad
Xerocomellus zelleri es una especie comestible, aunque se debe tener cuidado de que los especímenes recolectados para el consumo estén libres de larvas de mosca. En su libro 100 Edible Mushrooms, Michael Kuo calificó la comestibilidad de la seta como «mediocre». No hay olor distinguible y el sabor se describe alternativamente como agradable, suave o «ligeramente ácido». La descripción original de la especie señalaba que la textura era «ligeramente mucilaginosa». El hongo es adecuado para conservar o secar, o como «relleno» para añadir volumen a un plato. Se recolecta y vende comercialmente en mercados locales de la Columbia Británica, Canadá.

### Especies similares
El boleto rojo agrietado (Xerocomellus chrysenteron) tiene un caparazón de color marrón oliva que se agrieta y deja al descubierto la carne, que adquiere un color rojo rosado. El Boletellus chrysenteroides, que sólo se encuentra en el este de Norteamérica, tiene un sombrero entre aterciopelado y liso, de color marrón rojizo oscuro, agrietado y con la carne expuesta de color pálido. También es similar el Boletus mirabilis.

## Desarrollo del cuerpo frutal

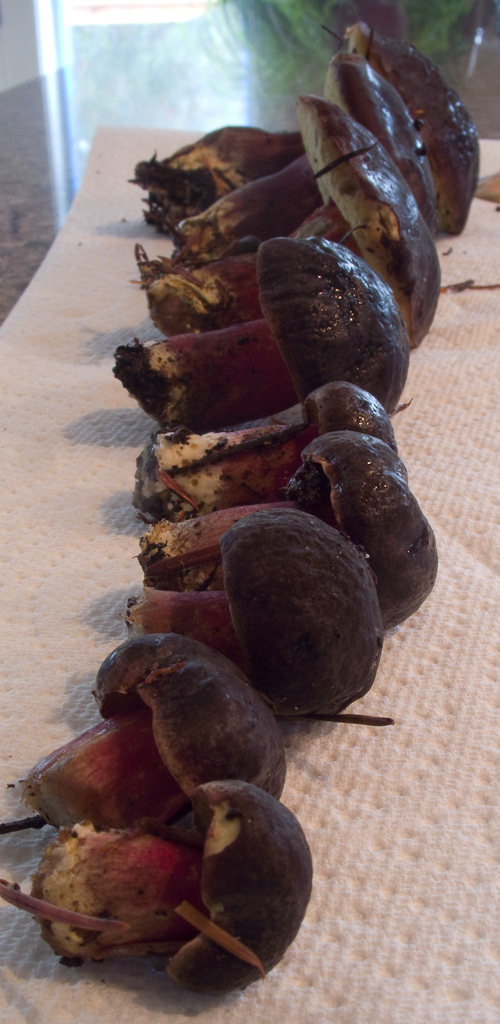
Una colección de Banner Forest, Condado de Kitsap, Washington, EE. UU.

En 1914, Zeller publicó un estudio del desarrollo del hongo, que fue posible gracias a la prolífica fructificación del hongo en Seattle en el otoño de 1912. El desarrollo se estudió examinando secciones delgadas de tejidos en diferentes estadios de desarrollo, y la diferenciación de tejidos y estructuras se siguió utilizando tinciones histológicas. La forma de crecimiento de Xerocomellus zelleri se denomina gimnocárpica, lo que significa que el himenio aparece y se desarrolla hasta la madurez en un estado expuesto, no encerrado por ninguna membrana protectora. En este tipo de desarrollo, el sombrero se forma a partir de hifas en la parte superior del tallo y posteriormente se expande por crecimiento a lo largo de los márgenes; el himenio se forma más tarde debajo del sombrero en dirección opuesta al centro.
Los hongos se originan como diminutos cuerpos fructíferos (llamados «alfileres» por su forma) a partir de un micelio amarillo que forma una estera y tiende a engullir agujas de pino. Las alfileres, que suelen tener entre 1 y 2 mm de diámetro, se alargan verticalmente hasta ser aproximadamente tres o cuatro veces más largas que gruesas. Hasta este momento, el cuerpo del fruto es una masa homogénea de tejido. Se diferencia simultáneamente en sombrero y tallo a lo largo de un plano de clivaje (un eje a lo largo del cual se produce cualquier división celular) de fuera hacia dentro, lo que da lugar a un surco profundo que rodea el cuerpo del fruto. El himenio se forma en el techo de este surco, creciendo hacia dentro y hacia arriba desde el borde exterior. El sombrero se desarrolla a partir de la sección superior de esta división, el tallo a partir de la inferior.

## Hábitat y distribución

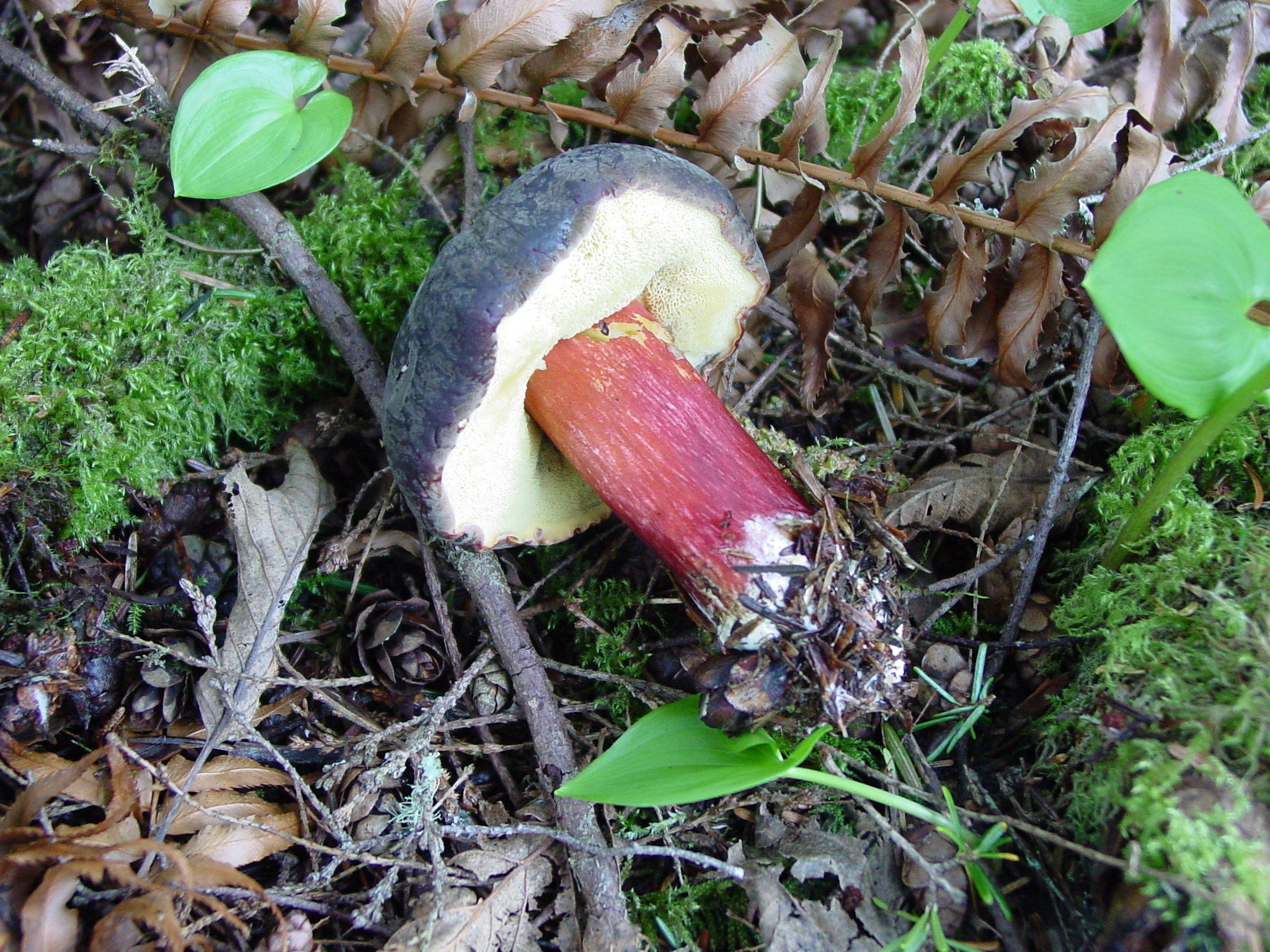
En el condado de Lincoln, Oregón

Esta especie crece solitaria o en pequeños grupos en el suelo o en la mantillo forestal en bosques maduros de coníferas, ocasionalmente abundante en los bordes herbáceos del bosque, raramente en troncos de coníferas muy descompuestos. Es un hongo ectomicorrícico, lo que significa que las hifas fúngicas forman vainas alrededor de las raíces de ciertos árboles, intercambiando nutrientes con ellos en una relación mutualista. El hongo se asocia con el aliso, el álamo y otras frondosas, y se ha demostrado en cultivos de laboratorio que forma ectomicorrizas con la cicuta occidental (Tsuga heterophylla). Sin embargo, el hongo puede tener tendencias sapróbicas, ya que se ha observado que crece bajo la secuoya de California (a veces en la madera podrida de troncos viejos), un árbol del que no se sabe que forme micorrizas. Se sabe que forma largos rizomorfos (agregados de hifas que se asemejan a raíces), y se ha observado que es más abundante en sitios con madera enterrada que sin ella. En la Columbia Británica, se da desde el verano hasta principios del invierno, aunque también aparece con poca frecuencia a principios de la primavera. En California, el hongo suele fructificar después del período lluvioso en otoño hasta marzo o abril. La coloración oscura del sombrero hace que esta especie sea difícil de notar, «a menos que se obtenga una visión del himenio amarillo». Los cuerpos frutales son comidos por la musaraña americana.
Xerocomellus zelleri se distribuye en Norteamérica, en el noroeste del Pacífico, al sur de California y México. En México, se ha descrito en bosques nubosos de gran altitud de haya mexicana (Fagus mexicana), un hábitat raro y en peligro de extinción. También se ha descrito en el Tíbet, pero es posible que se deba a un error de identificación.

## Química
Se ha demostrado que Xerocomellus zelleri contiene los compuestos alcaloides fenetilamina tiramina, N-metiltiramina y hordenina, aunque no está claro el significado quimiotaxonómico de estos compuestos.